# Ronde van Spanje 2007/Zeventiende etappe
De zeventiende etappe van de Ronde van Spanje 2007 vond plaats op 19 september 2007 en voerde van Ciudad Real naar Talavera de la Reina in de provincie Toledo. De etappe was 175 kilometer lang. Er waren twee tussensprints en geen beklimmingen.

## Verslag
In de eerste kilometers van de etappe lieten verschillende renners, waaronder Stéphane Augé, Roman Kreuziger en Manuel Vázquez, zich van voren zien. Bij de eerste tussensprint, na 13 kilometer, ontsnapten twee renners, de Spanjaarden Juan Olmo en Jorge García Marín. Hun voorsprong liep snel uit naar ruim vijf minuten. In het peloton zorgden de ploegen Lampre, Team Milram en Quick·Step ervoor dat de marge niet groter werd, met het oog op de kansen van hun sprinters. Na 100 kilometer in de etappe begon de voorsprong af te nemen.
Zes kilometer voor de finish streek het jagende peloton, waarin ook Euskaltel-Euskadi zich nadrukkelijk van voren liet zien, op de moegestreden vluchters neer. In de laatste kilometers voerde Milram de snelheid op, in dienst van hun kopman Alessandro Petacchi. Zijn landgenoot Daniele Bennati van Lampre was echter degene die het eerst over de meet kwam, voor de leider in het puntenklassement Paolo Bettini en Petacchi.

### Tussensprints
- Eerste tussensprint in El Picón, na 13 km: Jorge García Marín
- Tweede tussensprint in Menasalbas, na 95 km: Juan Olmo

### Beklimmingen
Er waren geen beklimmingen.

### Opgaves
- De Duitser Bert Grabsch van T-Mobile Team, de winnaar van de eerste tijdrit, ging niet meer van start.
- Ook de Italiaan Giuseppe Guerini van T-Mobile Team kwam niet aan de start in Ciudad Real.

## Uitslag
| rang | renner              | land        | ploeg                 | tijd      |
| ---- | ------------------- | ----------- | --------------------- | --------- |
| 1    | Daniele Bennati     | Italië      | Lampre                | 3u 56'58" |
| 2    | Paolo Bettini       | Italië      | Quick·Step-Innergetic | z.t.      |
| 3    | Alessandro Petacchi | Italië      | Team Milram           | z.t.      |
| 4    | André Greipel       | Duitsland   | T-Mobile Team         | z.t.      |
| 5    | Magnus Bäckstedt    | Zweden      | Liquigas              | z.t.      |
| 6    | Allan Davis         | Australië   | Discovery Channel     | z.t.      |
| 7    | Mark Renshaw        | Australië   | Crédit Agricole       | z.t.      |
| 8    | Erik Zabel          | Duitsland   | Team Milram           | z.t.      |
| 9    | Aljaksandr Oesaw    | Wit-Rusland | Ag2r Prévoyance       | z.t.      |
| 10   | Koldo Fernández     | Spanje      | Euskaltel-Euskadi     | z.t.      |

## Klassementen

### Algemeen klassement
| rang | renner            | land      | ploeg                 | tijd       |
| ---- | ----------------- | --------- | --------------------- | ---------- |
| 1    | Denis Mensjov     | Rusland   | Rabobank              | 70u 37'47" |
| 2    | Vladimir Jefimkin | Rusland   | Caisse d'Epargne      | op 2'01"   |
| 3    | Cadel Evans       | Australië | Predictor-Lotto       | op 2'27"   |
| 4    | Carlos Sastre     | Spanje    | Team CSC              | op 3'02"   |
| 5    | Samuel Sánchez    | Spanje    | Euskaltel-Euskadi     | op 4'01"   |
| 6    | Ezequiel Mosquera | Spanje    | Karpin-Galicia        | op 4'35"   |
| 7    | Manuel Beltrán    | Spanje    | Liquigas              | op 5'15"   |
| 8    | Vladimir Karpets  | Rusland   | Caisse d'Epargne      | op 6'17"   |
| 9    | Carlos Barredo    | Spanje    | Quick·Step-Innergetic | op 6'22"   |
| 10   | Igor Antón        | Spanje    | Euskaltel-Euskadi     | op 7'41"   |

### Puntenklassement
| rang | renner              | land   | ploeg                 | punten |
| ---- | ------------------- | ------ | --------------------- | ------ |
| 1    | Paolo Bettini       | Italië | Quick·Step-Innergetic | 122    |
| 2    | Daniele Bennati     | Italië | Lampre-Fondital       | 118    |
| 3    | Alessandro Petacchi | Italië | Team Milram           | 106    |

### Bergklassement
| rang | renner            | land    | ploeg             | punten |
| ---- | ----------------- | ------- | ----------------- | ------ |
| 1    | Jurgen Van Goolen | België  | Discovery Channel | 78     |
| 2    | Denis Mensjov     | Rusland | Rabobank          | 75     |
| 3    | Vladimir Jefimkin | Rusland | Caisse d'Epargne  | 45     |

### Combinatieklassement
| rang | renner            | land      | ploeg            | punten |
| ---- | ----------------- | --------- | ---------------- | ------ |
| 1    | Denis Mensjov     | Rusland   | Rabobank         | 8      |
| 2    | Vladimir Jefimkin | Rusland   | Caisse d'Epargne | 16     |
| 3    | Cadel Evans       | Australië | Predictor-Lotto  | 19     |

### Ploegenklassement
| rang | ploeg             | land       | tijd        |
| ---- | ----------------- | ---------- | ----------- |
| 1    | Caisse d'Epargne  | Spanje     | 211u 40'02" |
| 2    | Euskaltel-Euskadi | Spanje     | op 16'51"   |
| 3    | Team CSC          | Denemarken | op 28'31"   |

1e etappe ·
2e etappe ·
3e etappe ·
4e etappe ·
5e etappe ·
6e etappe ·
7e etappe ·
8e etappe ·
9e etappe ·
10e etappe ·
11e etappe ·
12e etappe ·
13e etappe ·
14e etappe ·
15e etappe ·
16e etappe ·
17e etappe ·
18e etappe ·
19e etappe ·
20e etappe ·
21e etappe

Startlijst · Eindstanden · Afbeeldingen